# Angelo Raffaele Dinardo
Angelo Raffaele Dinardo (Irsina, 7 gennaio 1932 – Potenza, 26 febbraio 2015) è stato un politico italiano.

## Biografia
Angelo Raffaele Dinardo è stato istitutore presso il convitto Principe di Piemonte di Potenza, negli anni in cui frequentava l'Istituto Magistrale dove si è diplomato nel 1954. Si è laureato alla facoltà di magistero dell'Università di Salerno. È stato maestro elementare, direttore didattico e ispettore scolastico. Ha fatto parte del Movimento Maestri di Azione Cattolica ed è stato sindacalista nella CISL. Nel 1970 ha ricoperto l'incarico di Assessore all'istruzione per la Provincia di Potenza. Da dicembre 1999 a novembre 2014 è stato vicepresidente del Formez.
In occasione delle elezioni regionali lucane del 1995 è eletto presidente della regione Basilicata a capo di una coalizione di centro-sinistra. Ha ricoperto l'incarico fino al 2000. Nel 2017, due anni dopo la sua morte, gli è stata dedicata l'Aula Consiliare della Regione Basilicata.
Il 26 febbraio 2019 l'Istituto Comprensivo di Irsina gli ha intitolato il plesso scolastico di scuola primaria.
Alla manifestazione è seguita una conferenza a cui hanno partecipato autorità civili e scolastiche e sono intervenuti lo storico prof. Giovanni Caserta e la prof.ssa Anna Maria Bianchi dell'Associazione Italiana Maestri Cattolici che hanno delineato la figura di Angelo Raffaele Dinardo come uomo delle istituzioni e come insegnante.

## Collaborazioni
Ha collaborato con riviste professionali, locali, e nazionali, col Centro Didattico Nazionale, con l'IRRSAE di Basilicata e con l'Università Cattolica del Sacro Cuore, producendo materiali sulla innovazione organizzativa ed educativa.

## Riconoscimenti
Benemerenza del Ministro della Pubblica Istruzione per l'arte, la scienza e la cultura.

## Pubblicazioni
- A. R. Dinardo, Una Basilicata possibile: indirizzi e obiettivi del programma di governo per la 6. Legislatura regionale (seduta del Consiglio regionale del 14 giugno 1995), 1996.
- A. R. Dinardo, Analisi della innovazione educativa nella Regione Basilicata, Le Monnier, Firenze 1980, in "Annali della pubblica istruzione", 1 (1980), pp. 42-54.
- A. R. Dinardo, Analisi dei contenuti dell'attività dei consigli di circolo elaborata sulla base di alcuni documenti forniti dagli stessi, in "Rassegna dell'economia lucana", 1 (1984), pp. 27-34.
- A. R. Dinardo, Scheda di analisi e di lettura dell'innovazione educativa realizzata dalla scuola D. Viola, in Scuola, sperimentazione e territorio: analisi e riflessioni su un "caso" di innovazione educativa, Potenza, pp. 33-50.
- Angelo Raffaele Dinardo: maestro sempre e ovunque, a cura di Anna Maria Bianchi, Villani, Potenza 2016.